# スター誕生 (2004年のミュージカル)
『スター誕生』（スターたんじょう）は、2004年3月17日から同年4月18日に青山劇場で上演されたミュージカル。日本音楽事業者協会（音事協）の創立40周年記念事業として制作されたものであり、ラサール石井が脚本・演出を手掛け、今井絵理子、島谷ひとみ、仲間由紀恵が主演した。
ストーリーは、3人のヒロインたちがミュージカル制作を通じて各々のわだかまりから自己を解放し、自らが望む生き方を発見してゆくという、いわゆる“自分探し”の道のりを描いている。芸能プロダクション94社からなる音事協の後援ということもあり、出演者には主演の3人の他に、加藤茶、布施明、中尾ミエ、森公美子、諸星和己、ROLLY、森山未來など多数の大物ベテランから気鋭の若手までが揃い、ほか30人の津軽三味線奏者など、総勢106名が出演する大所帯の舞台となった。またミュージカルとして特徴的なのは、1960年代から現代にかけての日本のヒット歌謡曲を全面的に取り入れた点で、布施明の「シクラメンのかほり」、島谷ひとみの「亜麻色の髪の乙女」、中尾ミエ&仲間由紀恵の「片想い」、加藤茶のディスコ版「ズンドコ節」のほか、「アカシアの雨がやむとき」（西田佐知子）、「涙の太陽」（安西マリアほか）、「花とみつばち」（郷ひろみ）、「勝手にしやがれ」（沢田研二）、「さよならの向う側」（山口百恵）、「MUGO・ん…色っぽい」（工藤静香）、「CAN YOU CELEBRATE?」（安室奈美恵）、「A Song for ××」（浜崎あゆみ）など、演歌からポップスまで全42曲が歌われた。
物語は、元天才子役・すぐり（仲間）が旅の途中、とある田舎町で音楽教師・ふみ奈（島谷）と出会うところから始まる。すぐりは子役時代から『オズの魔法使い』のドロシー役ばかり演じているうち自分の役者としてのキャリアに疑問を抱き、放浪の旅に出ていた。一方ふみ奈は町おこしのためのミュージカル制作を企画していたが、メンツが集まらないことに頭を痛めていた。すぐりはふみ奈を手伝うことになる。ふみ奈の妹・ミオ（今井）は、そんな一所懸命な姉たちを馬鹿にしてみせるが、実際は父親の愛情を真っ先に受ける姉に嫉妬するとともに、歌うことへの情熱を胸に秘めていた。ミオの歌をふとしたことで聴いたすぐりはその力量に驚き、ミオこそミュージカルの主役にふさわしいと考えるが … という、上演時間3時間にわたる石井によるオリジナル・ストーリーである。
この時期、音事協は“プロジェクト21”（21世紀に向けて、音事協ができる社会貢献とは何か）というテーマを掲げ、『肖像権の啓蒙』、『音楽会館（音楽の殿堂）の開設』、『チャリティ&ボランティア』といった各種事業に取り組み、4つ目の『Music Save The Earth』（音楽こそが地球を救う）事業がこの『スター誕生』の制作につながった。当初は、映画制作、コンサート、著名人による CD 制作も候補に挙がったが、会員社の音楽的財産を有効活用できるという点から、まずはミュージカル制作ということに決まった。折からABBA の名曲を散りばめたミュージカル『マンマ・ミーア!』がロンドンやブロードウェイで評判になり始めた頃で、「これは名曲の復活の時代になるぞ」と考えた企画関係者はミュージカル実行委員会を編成し、2002年6月にプロデューサーやラサール石井らをニューヨークに派遣して現地リサーチを行なわせた。それを元に「日本オリジナルの舞台」「音楽を中心としたミュージカル」という方向性が決まった。そして『マンマ・ミーア!』に倣ってピンク・レディーやザ・ピーナッツなど単一アーティストの作品を軸に構成する案も出されたが、最終的に各会員社のヒット曲をベースに構成することと決まった。石井は脚本・演出を手掛けるにあたり、単なる歌謡ショーになってしまわないよう、また奇をてらわずミュージカルとしてはオーソドックスな構成になるよう心掛けたという。
公演の動員数は最終的に4万人を超え、連日立ち見客が出る盛況となった。